# Hedvika Litevská
Hedvika Litevská byla osvětimská kněžna a litevská princezna. Pocházela z dynastie Gediminovců, byla dcerou litevského velkoknížete Algirdase.

## Manželství a potomci
Byla provdána za osvětimského knížete Jana III. Pár zůstal bezdětný.